# مارك برادلي (لاعب كريكت)
مارك برادلي (27 أكتوبر 1966 في نيوزيلندا - ) (بالإنجليزية: Mark Bradley)‏ هو لاعب كريكت نيوزلندي.

## وصلات خارجية
- مارك برادلي على موقع إي آس بي آن كريك إنفو (الإنجليزية)